# Yūki Sanetō
Yūki Sanetō (jap. 實藤 友紀 Sanetō Yūki; ur. 19 stycznia 1989) – japoński piłkarz występujący na pozycji obrońcy. Obecnie występuje w Avispa Fukuoka.

## Kariera klubowa
Od 2011 roku występował w klubach Kawasaki Frontale i Avispa Fukuoka.